# Trackshittaz

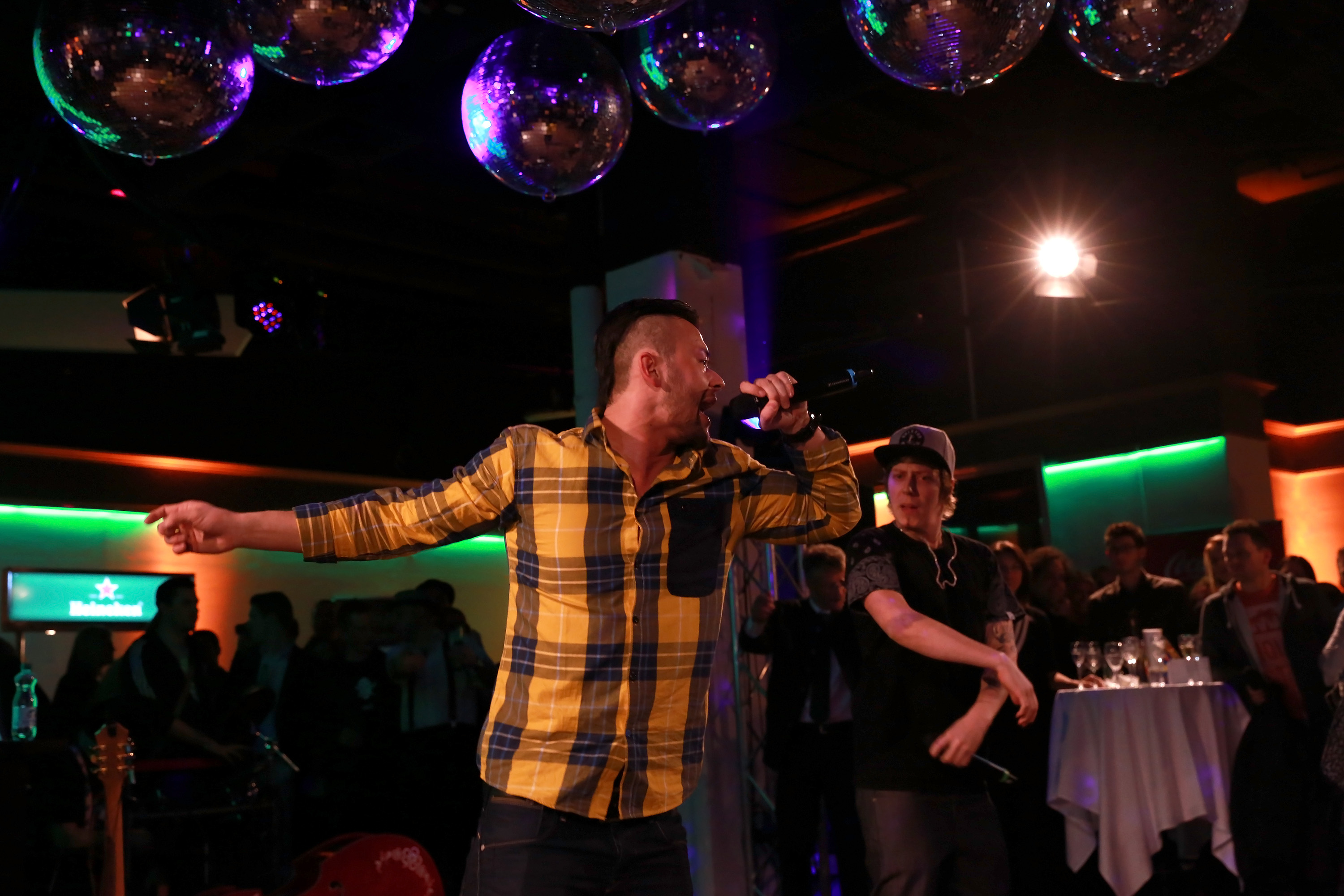
Trackshittaz (2014)

Trackshittaz – austriacki zespół hip-hopowy, założony w 2010 w Mühlviertel przez Lukasa Plöchla i Manuela Hoffelnera, reprezentantów Austrii podczas 57. Konkursu Piosenki Eurowizji w 2012.

## Historia
Trackshittaz powstał w 2010 z inicjatywy Lukasa Plöchla (znanego jako "G-Neila"), pochodzącego z Leopoldschlag ucznia wyższej szkoły handlowej we Freistadt oraz Manuela Hoffelnera ("Manix"), pochodzącego z Freistadt studenta Uniwersytetu Ekonomicznego w Wiedniu. Ich producentem został Sam Vahdat. 1 lutego 2011 wydali debiutancki album studyjny pt. Oidaah pumpn muas‘s, który trafił na pierwsze miejsce najlepiej sprzedających się albumów. Drugi krążek zespołu pt. Prolettn feian längaah zdobył status złotej płyty w kraju.
W 2011 wzięli udział w finałowym koncercie Düsseldorf, wir kommen, będącym krajowymi selekcjami do 56. Konkursu Piosenki Eurowizji. Zgłosili się do niego z utworem „Oida taunz” i zajęli ostatecznie drugie miejsce w głosowaniu telewidzów.
1 grudnia 2011 austriacka telewizja Österreichischer Rundfunk (ORF) opublikowała nazwiska dziewięciu finalistów krajowych eliminacji eurowizyjnych Österreich rockt den Song Contest wśród których znalazł się Trackshittaz, do których zespół zgłosił się z utworem „Woki mit deim Popo”. W tym samym czasie wydali trzeci album pt. Traktorgängstapartyrap. 24 lutego wystąpili w finale selekcji i zdobyli największą liczbę głosów od telewidzów, dzięki czemu zostali reprezentantami Austrii podczas 57. Konkursu Piosenki Eurowizji organizowanego w Baku. Miesiąc po finale eliminacji zespół wydali czwarty album studyjny pt. Zruck zu de Ruabm, który zdobył certyfikat złotej płyty w kraju. 22 maja wystąpili w pierwszym półfinale Eurowizji, podczas którego towarzyszyły im tancerki na rurze. Zdobyli w sumie osiem punktów i zajęli ostatnie, 18. miejsce, przez co nie zakwalifikowali się do finału.
W marcu 2014 wydali piąty album pt. #TS4. W lipcu 2015 duet poinformował o rozwiązaniu zespołu.

## Dyskografia

### Albumy studyjne
| Tytuł                  | Szczegóły                                                                        | Najwyższa pozycja |
| Tytuł                  | Szczegóły                                                                        | AUT               |
| ---------------------- | -------------------------------------------------------------------------------- | ----------------- |
| Oidaah pumpn muas‘s    | - Wydany: 1 lutego 2011 - Wytwórnia: Sony Music - Format: CD, digital download   | 1                 |
| Prolettn feian längaah | - Wydany: 28 czerwca 2011 - Wytwórnia: Sony Music - Format: CD, digital download | 1                 |
| Traktorgängstapartyrap | - Wydany: 6 stycznia 2012 - Wytwórnia: Sony Music - Format: CD, digital download | —                 |
| Zruck zu de Ruabm      | - Wydany: 10 lutego 2012 - Wytwórnia: Sony Music - Format: CD, digital download  | 3                 |
| #TS4                   | - Wydany: marzec 2014 - Wytwórnia: Sony Music - Format: CD, digital download     | 10                |

### Single
| Rok  | Tytuł                  | Najwyższe miejsce | Album                  |
| Rok  | Tytuł                  | AUT               | Album                  |
| ---- | ---------------------- | ----------------- | ---------------------- |
| 2010 | „Oida taunz!”          | 1                 | Oidaah pumpn muas's    |
| 2011 | „Guuugarutz”           | 1                 | Oidaah pumpn muas's    |
| 2011 | „Killalady”            | 2                 | Oidaah pumpn muas's    |
| 2011 | „Grüllarei”            | 18                | Prolettn feian längaah |
| 2011 | „Touchdown”            | 48                | Traktorgängstapartyrap |
| 2011 | „Oida chüüu”           | 38                | Traktorgängstapartyrap |
| 2012 | „Woki mit deim Popo”   | 2                 | Traktorgängstapartyrap |
| 2012 | „Geila ois ...”        | 52                | Zruck zu de Ruabm      |
| 2014 | „Gmiatlich Dreschn”    | –                 | #TS4                   |
| 2014 | „Schuachblattlaboogie” | –                 | #TS4                   |
| 2014 | „Politisch Korrekt”    | –                 | #TS4                   |

### Inne notowane utwory
| Rok  | Tytuł          | Najwyższa pozycja |
| Rok  | Tytuł          | AUT               |
| ---- | -------------- | ----------------- |
| 2011 | „Trackshittaz” | 38                |
| 2011 | „Laudaah”      | 50                |
| 2011 | „Pumpn muas's” | 70                |
| 2011 | „Hawaraheisl”  | 36                |